# Allegiant Air

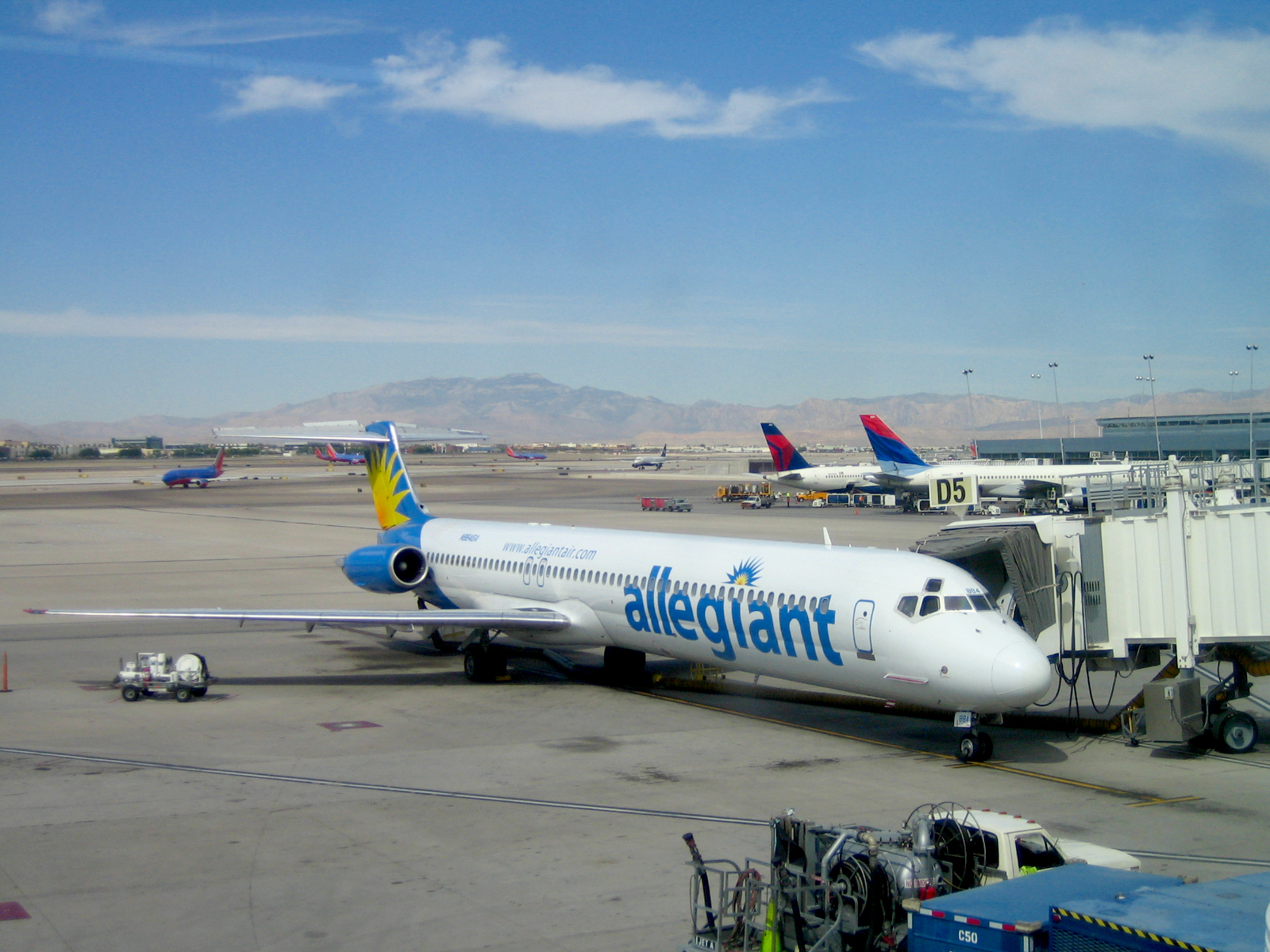
McDonnell Douglas MD-80 авиакомпании Allegiant Air в Международном аэропорту Маккаран (Лас-Вегас, Невада), 2009 год

Allegiant Air — бюджетная авиакомпания Соединённых Штатов Америки со штаб-квартирой в городе Лас-Вегас (Невада, США), являющаяся дочерним предприятием холдинговой компании Allegiant Travel Co. (NASDAQ: ALGT). Холдинг представляет собой публичную компанию с рыночной капитализацией в более одного миллиарда долларов США и штатной численностью сотрудников около 1300 человек.
1 февраля 2010 года авиакомпания сообщила о существенном увеличении числа регулярных рейсов в Международный аэропорт Орландо в продолжение расширения собственного присутствия в другом аэропорту города — Международном аэропорту Орландо/Санфорд. С 25 апреля 2010 года компания выделяет в одно из приоритетных направлений маршруты в Международный аэропорт имени Джеральда Р. Форда в Гранд-Рапидс (Мичиган).

## История
Авиакомпания WestJet Express была основана в 1997 году в качестве бюджетного перевозчика на линиях ближней и средней протяжённости. В следующем году после выяснения отношений с авиаперевозчиком местного значения West Jet Air Center из Рапид-Сити (Южная Дакота) и канадским дискаунтером WestJet Airlines на предмет практически полного совпадения названий, компания изменила своё официальное имя на Allegiant Air и спустя несколько месяцев получила операционный сертификат эксплуатанта Федерального управления гражданской авиации США на выполнение регулярных и чартерных авиаперевозок. В начале 1999 года Allegiant Air приобрела права на чартерные рейсы из США в аэропорты Канады и Мексики.
Выполнение регулярных пассажирских перевозок авиакомпания начала 15 октября 1999 года с открытия маршрута между Лас-Вегасом и первоначальным транзитным узлом (хабом) в аэропорту города Фресно (Калифорния) на самолётах Douglas DC-9-21 и Douglas DC-9-51. Несколько месяцев спустя и после банкротства чартерной авиакомпании WinAir Airlines Allegiant Air организовала ещё один хаб в аэропорту города Лонг-Бич (Калифорния) и расширила собственную маршрутную сеть сообразно бывшей маршрутной сети WinAir Airlines. Вместе с тем, Allegiant Air не смогла привлечь достаточный объём кредитных средств для покрытия своих расходов и 13 декабря 2000 года была вынуждена объявить себя банкротом, воспользовавшись положениями Главы 11 Кодекса США о банкротстве коммерческих предприятий.
В июне 2001 года президентом и главным исполнительным директором авиакомпании стал бизнесмен Морис Дж. Гэллахер (младший). Имея солидный опыт работы с перевозчиками WestAir и ValueJet Airlines, Гэллахер начал процесс реорганизации деятельности Allegiant Air, перенеся порт-приписки авиакомпании в Международный аэропорт Маккаран в Лас-Вегасе и сосредоточив коммерческие перевозки на небольших гражданских аэропортах, в которых не было присутствия магистральных авиакомпаний страны. С 2001 года маршрутная сеть Allegiant Air выросла с двух регулярных маршрутов до пятидесяти из аэропортов Лас-Вегаса, Орландо/Санфорд и Сент-Питерсберга (штат Флорида). Несмотря на то, что в бытность Гэллахера в 1990-х годах президентом и генеральным директором ValueJet Airlines авиакомпания полным ходом шла к полному банкротству и в конечном счёте Федеральное управление гражданской авиации США по многим причинам (включая несколько крупных авиакатастроф со множеством человеческих жертв) было вынуждено отозвать операционный сертификат эксплуатанта, его деятельность на посту президента Allegiant Air принесла положительные результаты. ValueJet Airlines же впоследствии объединилась с другой авиакомпанией-дискаунтером AirTran Airways.
В ноябре 2006 года Allegiant Air объявила о первичном публичном размещении собственных обыкновенных акций на фондовой бирже NASDAQ, на которой её акции получили тикер с префиксом «ALGT».
В июле 2007 года авиакомпания заявила о планах открытия четвёртого основного направления маршрутной сети в Аэропорту Финикс/Меса Гейтвэй города Меса в штате Аризона, соединяя при этом агломерацию Финикс 14-ю регулярными рейсами с другими небольшими городами страны. Компания реализовала данный план, открыв 25 октября того же года собственные стойки регистрации и выходы на посадку в Аэропорту Финикс/Меса Гейтвэй и запустив все объявленные рейсы из данного аэропорта. В августе 1998 года аэропорт анонсировал расширение своих операционных площадей на 930 квадратных метров, что позволило удвоить число гейтов в зоне выхода на посадку (с двух до четырёх) и увеличить в три раза количество ежедневных рейсов авиакомпании из данного аэропорта. Строительные работы по расширению аэропорта финансировались за счёт кредита, выделенного аэропорту авиакомпанией Allegiant Air, сам кредит впоследствии погашался за счёт дополнительных сборов с регистрации пассажиров в аэропорту.
Пятое основное направление в маршрутной сети авиакомпании было запущено 14 ноября 2007 года на базе Международного аэропорта Форт-Лодердейл/Голливуд, при этом в данный аэропорт были завязаны регулярные рейсы в ряд небольших аэропортов южной части штата Флорида.
В январе 2008 года руководство Allegian Air объявило об открытии шестого основного направления маршрутной сети на базе Международного аэропорта Беллингхэм в городе Беллингхэм (штат Вашингтон). Данный шаг авиакомпании был обусловлен в первую очередь территориальной близостью аэропорта к канадскому городу Ванкувер. Дискаунтер запустил из Беллингхэма эксклюзивные регулярные маршруты в города Лас-Вегас, Рино, Палм-Спрингс, Сан-Диего, Сан-Франциско и Финикс, рейсы по которым выполняются на самолётах McDonnell Douglas MD-80.
Седьмым по счёту узловым аэропортом авиакомпании Allegiant Air стал Международный аэропорт Лос-Анджелес, восьмым — Международный аэропорт Миртл-Бич, девятым — Международный аэропорт Орландо. В феврале 2010 года компания сообщила об открытии десятого транзитного узла в Международный аэропорт имени Джеральда Р. Форда, регулярные рейсы из которого в данное время выполняются только на самолётах McDonnell Douglas MD-80.
В марте 2010 года Allegiant Air заявила о заказе авиакомпанией шести лайнеров Boeing 757 в рамках планируемой реализации программы регулярных пассажирских перевозок между континентальной частью США и аэропортами Гавайских островов. Самолёты должны поступать в воздушный флот перевозчика с весны 2010 года по конец четвёртого квартала 2011 года.

## Бизнес-модель авиакомпании
Базовыми положениями бизнес-модели авиакомпании Allegiant Air являются следующие:
- выполнение регулярных пассажирских рейсов в небольшие аэропорты, в которых отсутствуют рейсы магистральных перевозчиков;
- использование в качестве собственных транзитных узлов небольшие гражданские аэропорты (исключение составляют Международный аэропорт Маккаран в Лас-Вегасе, Международный аэропорт Орландо, Международный аэропорт Лос-Анджелес и Международный аэропорт имени Джеральда Р. Форда);
- привлечение пассажирских потоков на сезонные чартерные рейсы, работа с экскурсионными и туристическими компаниями и в первую очередь, с туроператором — партнёром по своему управляющему холдингу;
- создание сервисных услуг для пассажиров в целях дополнительных поступлений от сборов к основной цене авиабилета;
- удержание на низком уровне эксплуатационных расходов.

### Аэропорты

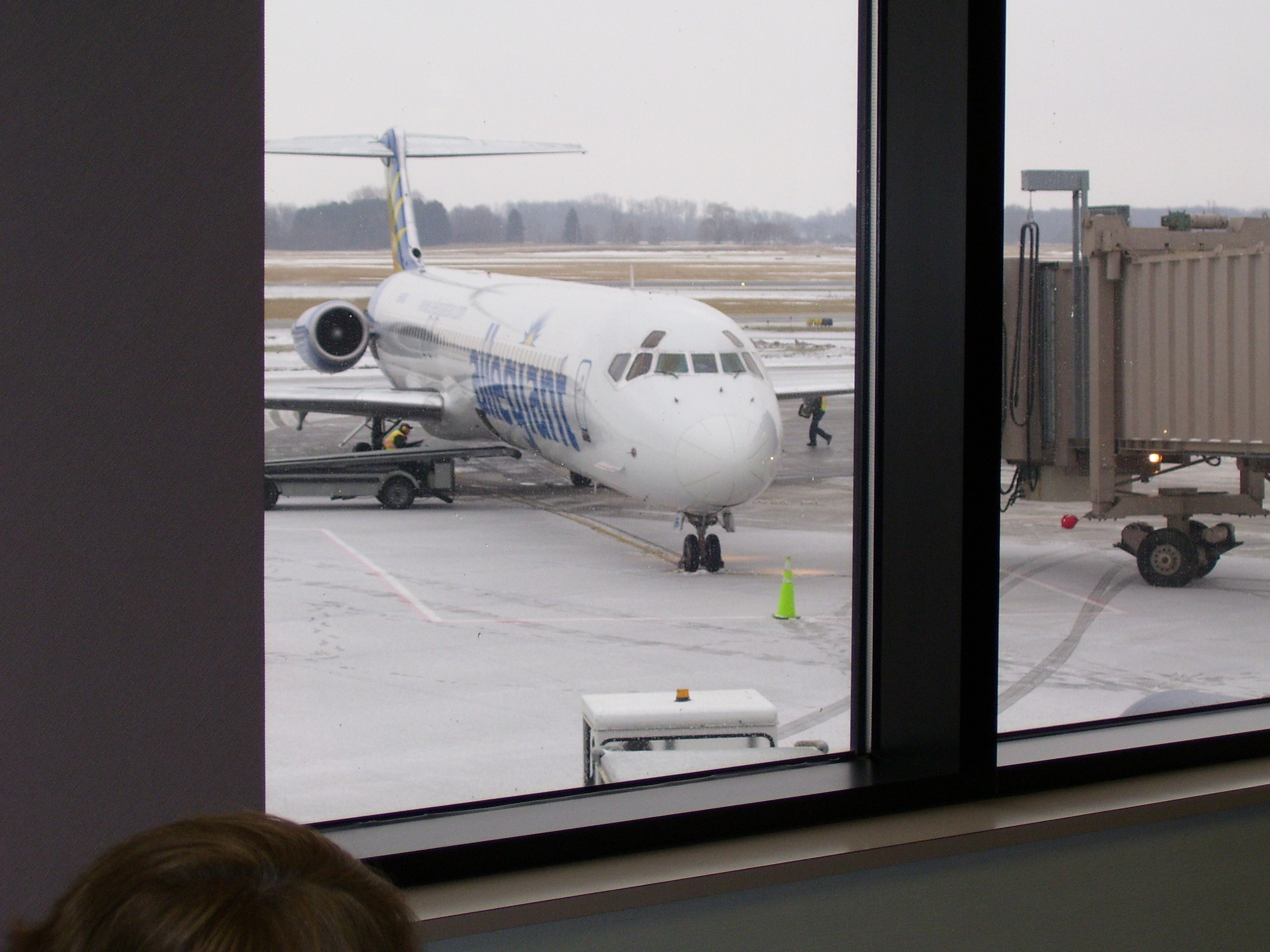
McDonnell Douglas MD-83 авиакомпании Allegiant Air, 2007 год

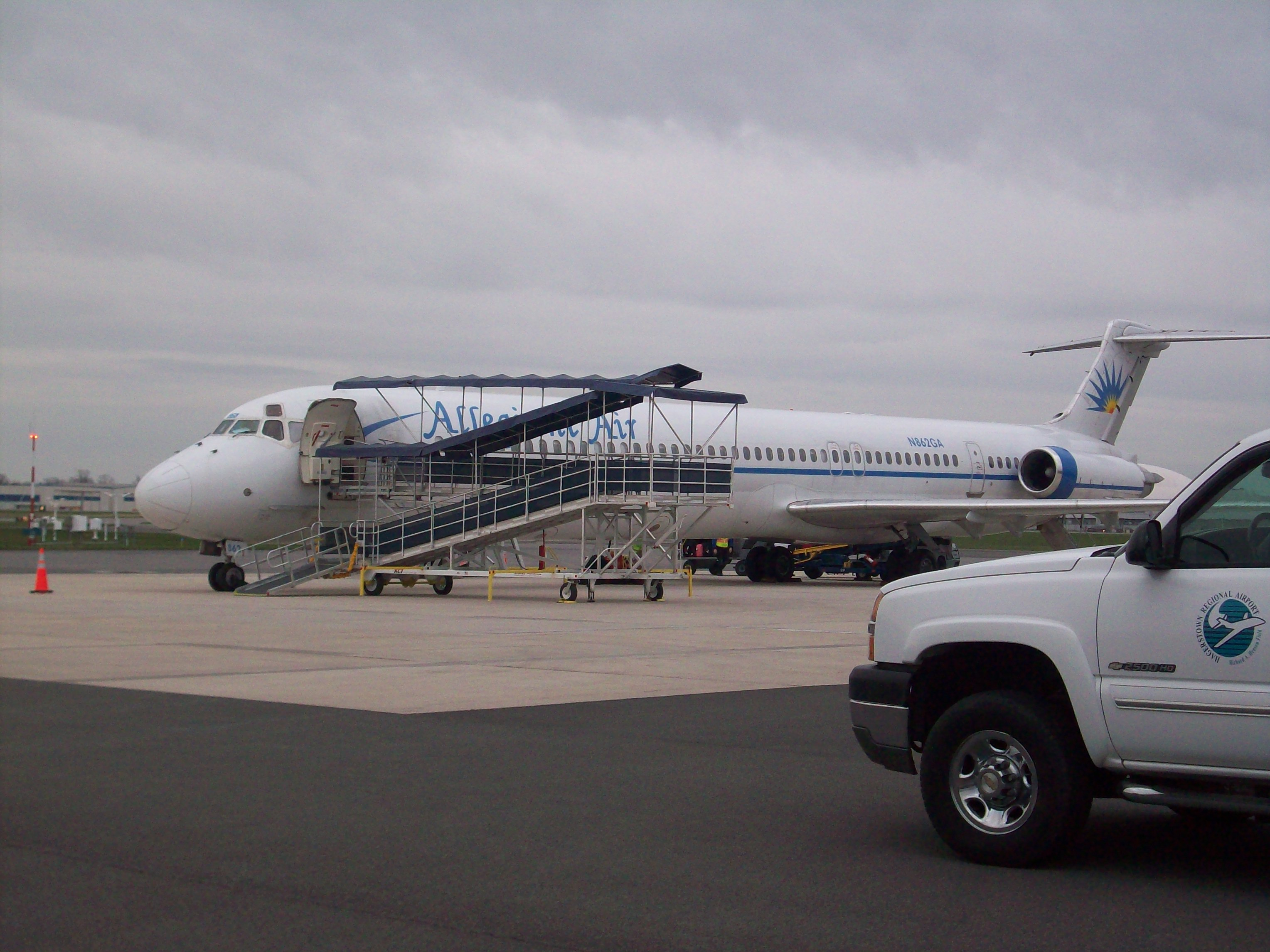
McDonnell Douglas MD-83 авиакомпании Allegiant Air в Региональном аэропорту Хейгерстаун (Мэриленд), 2009 год

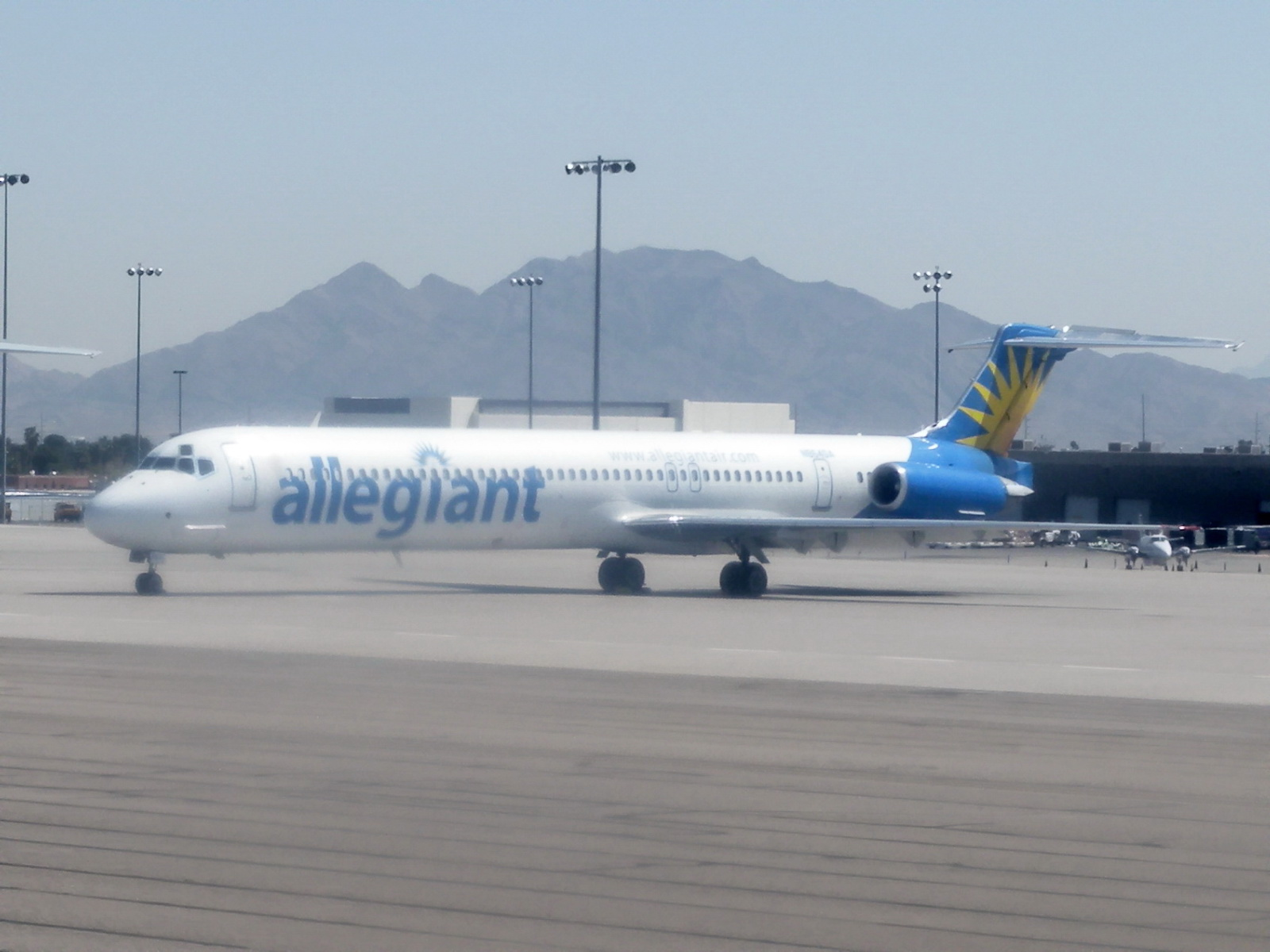
MD-83 Allegiant Air

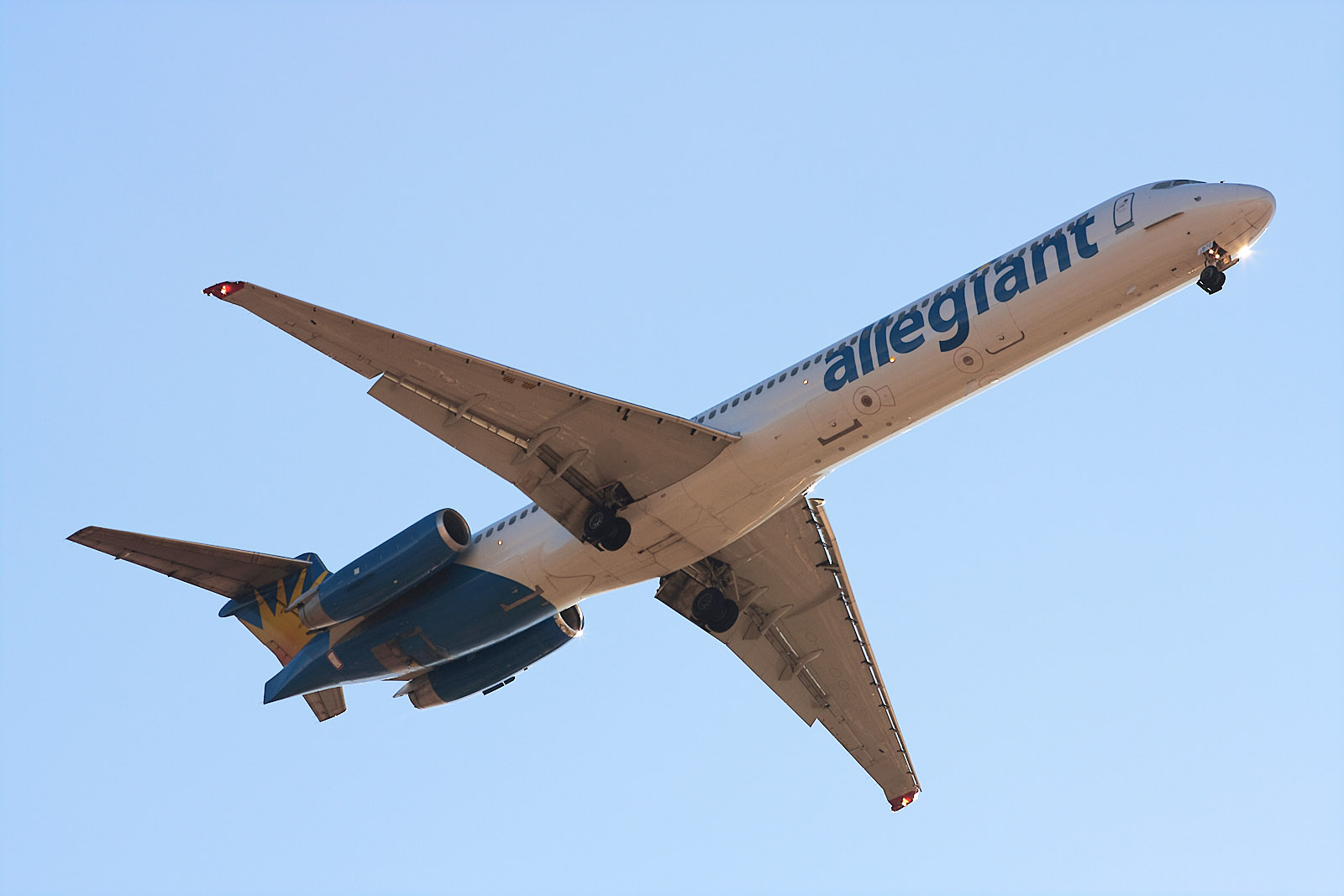
Заход на посадку MD-83 Allegiant Air в аэропорту Смирна

Allegiant Air обслуживает малые и средние аэропорты с небольшим трафиком коммерческих воздушных перевозок. В аэропортах городов Пеория (Иллинойс), Аллентаун (Пенсильвания) и множестве других работают главным образом авиакомпании местного значения на маршрутах малой коммерческой авиации (аэротакси), поэтому данные точки перевозок нуждаются лишь в небольшом трафике с узловыми аэропортоами страны. По состоянию на октябрь 2009 года Allegiant Air имеет конкуренцию лишь на пяти маршрутах из 136 в собственной сети регулярных пассажирских перевозок.
Другая часть рейсов авиакомпании действует во вспомогательных аэропортах больших населённых областей страны. Например, Allegian Air является единственным крупным перевозчиком, работающим из Аэропорта Финикс/Меса Гейтвэй.

### Доходы
На начальном этапе своего развития Allegiant Air воспользовалась инвестициями ирландской семьи Райан, которая владеет крупнейшей бюджетной авиакомпанией Европы Ryanair, и в настоящее время следует аналогичной бизнес-модели европейского дискаунтера, заключающейся в развитии сервисных услуг для пассажиров в целях привлечения дополнительных статей доходов авиакомпании помимо основных тарифов на авиабилеты. Allegiant Air получает существенные прибыли от продажи продуктов питания, напитков и сувенирных изделий во время рейсов, а также за дополнительные сборы за процедуру проверки багажа в аэропортах отправления. Авиакомпания также предлагает на своём веб-сайте услуги по бронированию гостиничных номеров, заказу автомобилей, приобретению билетов на развлекательные мероприятия и покупку экскурсионных туров, облагая основную стоимость услуги дополнительным сбором за онлайн-заказы. За 2008 год на сайте Allegiant Air было забронировано более 400 тысяч гостиничных номеров. В октябре 2009 года газета «St. Petersburg Times» сообщила о том, что средняя величина дополнительного сбора с каждого пассажира авиакомпании составляет 33,35 американских долларов, при этом услуги по бронированию гостиниц и аренда автомобилей составила около одной трети всех операционных доходов Allegiant Air в год.
В интервью бизнес-журналу «Fast Company» в сентябре 2009 года президент и генеральный директор авиакомпании Морис Гэллахер объяснил причины введения дополнительных сборов чисто психологическими факторами, сказав о том, что в среднем расходы на перелёт составляют около 110 долларов США и «… если я бы пытался поставить эту цену при первоначальной покупке авиабилета, то пассажир скорее всего отказался бы приобретать билет. Но если я продаю билет на 75 долларов, то в дальнейшем вы сами вправе расходовать или не расходовать дополнительные средства для обеспечения вашего комфорта».

### Чартерные перевозки
Allegiant Air также выполняет чартерные пассажирские перевозки, которые занимают долю в 7 процентов от общего дохода авиакомпании. Дискаунтер имеет два действующих договора с частной корпорацией азартных игр Harrah's Entertaiment, согласно которым два самолёта Allegiant Air обеспечивают перевозку пассажиров в аэропортах Рино (Невада) и Лафлин (Невада), приезжающим играть в казино Harrah’s в данных городах. Ещё два судна работают в аэропорту города Туника (Миссисипи), в котором так же работает несколько казино корпорации Harrah’s.
В начале 2009 года Allegiant Air подписала контракт на выполнение с июня того же года чартерных рейсов из Майами в четыре крупных города Кубы. Согласно условиям договора авиакомпания получала фиксированную сумму за выполнение каждого рейса, то есть по сути самолёты сдавались в мокрый лизинг (вместе с экипажами) заказчику, который нёс все остальные расходы, включая и оплату авиационного топлива. В силу ряда причин договор был расторгут в конце августа 2009 года по обоюдному соглашению сторон.

### Расходы
Согласно своей бизнес-модели и в соответствии со статусом бюджетной авиакомпании Allegiant Air предлагает авиабилеты на собственные рейсы по сильно заниженным ценам, что в свою очередь требует пристального внимания к любым расходам перевозчика. Снижение расходов компании частично достигается за счёт низких эксплуатационных издержек самолётов MD-80 и первоначально за счёт относительно небольшой их стоимости — покупка и ребрендинг одного лайнера MD-80 обходится Allegiant Air всего в 4 миллиона долларов США. Несмотря на то, что MD-80 менее экономичны по сравнению с современными аналогами, авиакомпания имеет возможность приобрести один лайнер по цене одной десятой от стоимости нового самолёта Boeing 737. Учитывая данный фактор, Allegiant Air может эксплуатировать своих самолёты менее активно по сравнению с другими дискаунтерами (до 7 часов в сутки против 13 часов в сутки на самолёт в JetBlue Airways) и, следовательно, держать меньший штат лётного состава. В настоящее время число сотрудников авиакомпании, занятых на полный рабочих день, составляет 35 штатных работников в сравнении со средней величиной в 50 работников в других бюджетных авиакомпаниях страны.
Allegiant Air также стремится к снижению операционных издержек в аэропортах, используя почасовую аренду стоек регистрации, а в ряде аэропортах заключая отдельные договоры с их сотрудниками на представительские полномочия перевозчика как, например, это сделано в аэропортах городов Чаттануга (Теннесси), Спрингфилд (Миссури) и ряде других.
Стоимость авиабилетов также существенно снижается за счёт их продажи на веб-сайте авиакомпании и на стойках регистрации в аэропортах вылета.

### Критика положений бизнес-модели
Официальные представители нескольких аэропортов неоднократно подвергали критике действия руководства Allegiant Air, связанные с быстрым прекращением регулярных перевозок авиакомпании в тех аэропортах, где уровень пассажирского трафика сезонно снижается ниже необходимого для окупаемости рейсов уровня. В Кингстоне (штат Северная Каролина) коммерческий аэропорт вложил 60 тысяч долларов США в рекламу регулярных рейсов Allegiant Air и заявлял, что показатель загрузки маршрутов дискаунтера должен был составить не менее 90 процентов. Однако, по мнению руководства аэропорта, авиакомпания ушла с рынка спустя всего год, решив, что уровень её дополнительных доходов не соответствует ожидаемому.
Из аэропорта Колумбии (штат Южная Каролина) Allegiant Air ушла в феврале 2007 года после снижения показателя загрузки рейсов в Сент-Питерсберг (Флорида) с трёх четвертей до одной второй пассажирского салона. Авиакомпания возвращалась на данный маршрут в феврале 2009 года, однако в конце того же года вновь сняла рейсы с этого направления.
Управляющий директор аэропорта в Вустере (штат Массачусетс) считает, что авиакомпания нарушила свои обязательства по выполнению рейсов из аэропорта в течение пяти лет, особенно после того, как получила федеральные субсидии на открытие нескольких регулярных направлений из Вустера. Представители же авиакомпании заявили, что данные маршруты сразу после их запуска оказались убыточны, поскольку загрузка рейсов составляла около 80 % при средней загрузке рейсов в Allegiant Air, составляющей порядке 90 процентов.
В 2009 году чиновники Министерства транспорта США упомянули авиакомпанию в своём очередном отчёте, как перевозчика, не публикующего на своём официальном сайте расценки на оказание дополнительных сервисных услуг.

## Маршрутная сеть
В настоящее время авиакомпания Allegiant Air выполняет более 70 регулярных рейсов по аэропортам Соединённых Штатов Америки. За исключением рейсов Биллингхэм-Лас-Вегас и рейсов в Международном аэропорту Лос-Анджелеса все маршруты авиакомпании начинаются или заканчиваются в одном из десяти аэропортов-концентраторов, поэтому авиабилеты на перевозки за пределами маршрутной сети авиакомпании должны приобретаться пассажирами в отдельном порядке, а при пересадках на рейсы других авиакомпаний пассажиры должны проходить отдельную регистрацию билетов и проверку багажа.
В 2010 году Allegiant Air планирует выйти на рынок пассажирских перевозок в Аэропорту Пэйн-Филд города Эверетт (штат Вашингтон), который находится в 40 километрах к северу от Сиэтла, и уже успела подать официальную жалобу в Федеральное управление гражданской авиации США на препятствующие этому действия со стороны окружных властей. Кроме того, Allegiant Air ведёт переговоры с руководством аэропорта города Сейлем (штат Орегон).
1 февраля 2010 года авиакомпания начала поэтапный перенос регулярных рейсов из Международного аэропорта Орландо Санфорд в крупный Международный аэропорт Орландо с последующим плановым закрытием первого в качестве собственного транзитного узла.
В четвёртом квартале 2010 года воздушный флот Allegiant Air начнёт пополняться приобретёнными самолётами Boeing 757—200, которые планируется использовать на регулярных рейсах в аэропорты Гавайских островов.

## Флот
По состоянию на июль 2021 года воздушный флот авиакомпании Allegiant Air целиком состоит из самолётов семейства A320:

### Выведены из эксплуатации
В прошлом использовались суда следующих типов:
В феврале 2010 года средний возраст самолётов Allegian Air составлял 19,8 лет.
4 января 2010 года авиационный холдинг SAS Group сообщил о продаже 18 самолётов MD-80 холдингу Allegiant Travel Company. Лайнеры были построены в период между 1985 и 1991 годами и будут доставлены дискаунтеру в первой половине 2010 года.
5 марта 2010 года Allegiant Air объявила о приобретении шести лайнеров Boeing 757—200 у европейского перевозчика для последующего открытия регулярных рейсов в аэропорты Гавайских островов.
Перевозчик планирует взять в аренду несколько лайнеров Airbus A-319 у авиакомпании Cebu Pacific.

## Авиапроисшествия и несчастные случаи
- 29 марта 2007 года, рейс 758 Портсмут — Орландо (Санфорд), самолёт McDonnell Douglac MD-80. При заходе на посадку в Международном аэропорту Орландо Санфорд отказала гидравлическая система выпуска шасси, вследствие чего не вышла передняя стойка шасси самолёта. Лайнер около получаса совершал круги над аэропортом в целях выработки топлива и затем совершил аварийную посадку, при которой в носовой части наблюдались дым и искры. Пассажиры и члены экипажа эвакуировались из самолёта при помощи аварийных трапов. В результате инцидента одна пассажирка получила незначительные травмы голеностопного сустава и от медицинской помощи в дальнейшем отказалась. Аэропорт был закрыт для приёма и отправки самолётов на несколько часов[28][29].
- 12 июня 2009 года. Самолёт McDonnell Douglas MD-80, следовавший из Международного аэропорта Маккаран в Лас-Вегасе совершил посадку в Муниципальном аэропорту Форт-Коллинз и допустил выкат за пределы взлётно-посадочной полосы. В результате происшествия никто из находившихся на борту самолёта не пострадал, 145 пассажиров и члены экипажа были доставлены в здание терминала автобусами[30].
- 27 июня 2009 года, рейс 746 Аллентаун — Орландо (Санфорд), самолёт McDonnell Douglas MD-80. В процессе взлёта из Международного аэропорта Лихай-Вэлли лопнула одна из шин шасси, кусок которой влетел в левый двигатель и мгновенно вызвал его возгорание. Экипаж сделал круг над аэропортом и совершил аварийную посадку в «Лихай-Вэлли», о пострадавших в результате данного инцидента не сообщалось[31].
- 18 ноября 2009 года. Через несколько минут после взлёта из Аэропорта Уичита «Среднеконтинентальный» вышел из строя один из двигателей самолёта McDonnell Douglas MD-87, пассажиры при этом слышали громкий хлопок. Экипаж сумел вернуть лайнер и произвести аварийную посадку в аэропорту вылета. В результате происшествия один пассажир получил незначительные травмы в ходе эвакуации по аварийному трапу.
- 12 марта 2010 года. Вскоре после взлёта из Международного аэропорта Лафлин/Баллхэд (Аризона) правый двигатель самолёта McDonnell Douglas MD-87 разлетелся с громким хлопком. Экипаж выполнил разворот и посадил лайнер в аэропорту вылета. О пострадавших в результате инцидента не сообщалось.